# 대술예
대술예(大述藝, ?~?)는 발해의 왕자이다.

## 생애
718년, 당나라에 파견되어 당 현종으로부터 회화대장군행좌위대장군원외치(懷化大將軍行左衛大將軍員外置)직을 받고 숙위를 지냈다

## 참고 자료
- 《신당서》
- 《책부원귀》